# Răzbunare ancilară
Ancillary Justice este un roman science-fiction al scriitoarei americane Ann Leckie, publicat prima dată în 2013. Este romanul de debut al scriitoarei și primul din trilogia ei de operă spațială Imperial Radch, urmat de Ancillary Sword (2014) și Ancillary Mercy (2015). Romanul îl urmează pe Breq - care este atât singurul supraviețuitor al unei nave stelare distruse prin trădare, cât și purtătorul conștiinței artificiale a navei respective - în timp ce caută răzbunare împotriva conducătorului civilizației sale. Coperta ediției originale a fost creată de John Harris. 
Justiție auxiliară  a primit laude din partea criticii; a câștigat premiile Hugo, Nebula, BSFA, Arthur C. Clarke și Locus pentru cel mai bun roman - debut; și a fost nominalizat la alte câteva premii de ficțiune științifică. 
Un alt roman,  Provenance (2017) și două nuvele, „Night's Slow Poison” și „She Commands Me and I Obey”, au loc în același univers fictiv. 

## Cadru și rezumat
Justiție auxiliară este o operă spațială stabilită la mii de ani în viitor, când puterea galactică principală a planetelor ocupate de oameni este imperiul expansionist Radch. Imperiul folosește inteligențe artificiale pentru a controla corpurile umane ("ancillaries" - „auxiliarii”) care sunt folosite ca soldați, cu toate că și printre oamenii obișnuiți sunt soldați. Radchaai nu disting oamenii după gen, lucru pe care Leckie îl transmite prin folosirea pronumelor personale feminine pentru toată lumea și prin faptul că personajul principal Radchaai ghicește greșit atunci când trebuie să folosească limbi cu pronume specifice genului. 
Narațiunea începe la mai mulți ani după dispariția unei nave spațiale a imperiului Radch, numită Justice of Toren, atunci când singurul auxiliarul supraviețuitor (și fragment al conștiinței navei), Breq, întâlnește un ofițer, Seivarden, pe care ea l-a cunoscut cu 1000 de ani mai devreme. Cei doi se află pe o planetă de gheață, iar Seivarden se găsește în condiții precare. Complotul se mută între două fire narative: căutarea din „prezent“ a lui Breq pentru dreptate pentru distrugerea navei lui, și flashback-uri cu 19 ani mai devreme, când nava a fost în orbită în jurul planetei Shis'urna, care era în mod oficial alipită imperiului Radchaai. Cititorul în cele din urmă descoperă că distrugerea navei a fost rezultatul unui război sub acoperire între două părți opuse ale conștiinței Lordului Radch, Anaander Mianaai, care utilizează mai multe organisme sincronizate cu ea pentru a conduce uriașul imperiu. La sfârșitul romanului, Breq se asociază cu aspectul mai pacific al Anaanderei Mianaai, în timp ce așteaptă o ocazie de a-și duce la capăt răzbunarea. 

## Premii
Justiție auxiliară a câștigat următoarele premii: 
- Premiul Hugo pentru cel mai bun roman de la World Science Fiction Society (WSFS), 2014[9]
- Premiul Nebula pentru cel mai bun roman de la Science Fiction and Fantasy Writers of America, 2013 [10]
- Premiul Arthur C. Clarke pentru cel mai bun roman science-fiction al anului, 2014[11]
- Asociația britanică de Science Fiction i-a acordat  Premiul BSFA pentru cel mai bun roman[12]
- Premiul Locus pentru cel mai bun prim roman, 2014[13]
- Kitschies - Tentacul de aur (Golden Tentacle) pentru cel mai bun roman de debut, 2013.[14]
- Premiul Seiun pentru cel mai bun roman tradus, 2016.[15]

Romanul a fost, de asemenea, nominalizat la următoarele premii: 
- Selecționat la Premiul Philip K. Dick[16]
- Numit pe lista de onoare a premiului James Tiptree, Jr.[17]
- Finalist al Premiului Compton Crook  pentru cel mai bun prim roman science-fiction / fantezie / horror din partea Baltimore Science Fiction Society. [18]

## Adaptare pentru televiziune
Romanul a fost avut în vedere  pentru o adaptare pentru televiziune în octombrie 2014 de către compania de producție Fabrik și Fox Television Studios. Leckie a scris că producătorii au răspuns pozitiv la îngrijorările ei cu privire la modul în care personajele Radchaai, cu pielea întunecată, ar putea fi prezentate într-un mediu vizual.

## Traduceri
A fost tradus de Petru Iamandi și publicat de editura Paladin în mai 2017 (ISBN 9786068673417).